# Pierre Gaspard
Pierre Gaspard (Brussel, 6 december 1959) is een Belgisch fysicus en hoogleraar aan de Université libre de Bruxelles (ULB).
Hij behaalde zijn licentiaat in de fysica aan de ULB in 1982 en promoveerde tot doctor aan zijn Alma Mater in 1987 op basis van een proefschrift getiteld Tangences homoclines dans les systèmes dynamiques dissipatifs: chaos et structure fractale de bifurcations. Van 1987 tot 1989 had hij een postdoc aan de University of Chicago.
Hij is actief in het onderzoeksdomein van de nanowetenschappen, de niet-lineaire fysica, de fysica van complexe systemen, de statistische fysica en de fysische chemie.
Hij is binnen het ULB verbonden aan het Interdisciplinary Center for Nonlinear Phenomena and Complex Systems en de Service de Physique Non-Linéaire and Mécanique Statistique van welke laatste hij sinds 2005 de directeur is.
Gaspard is lid van de Belgian Physical Society, de European Physical Society en de American Physical Society evenals van de International Scientific Council of the Berlin Center for Studies of Complex Chemical Systems. Hij zetelt of zetelde in de redactie van Advances in Chemical Physics (J. Wiley & Sons, Inc., New York, 1995-), Chaos (American Institute of Physics, 1999-2005), Journal of Statistical Physics (Kluwer Academic Press, 2000-2002), Nonlinearity (Institute of Physics & London Mathematical Society, 1998-2003) en The European Physical Journal D: Atomic, Molecular and Optical Physics (Springer, 2001 - 2003).
In 2006 werd Pierre Gaspard laureaat van de Francquiprijs, na selectie door een internationale wetenschappelijke jury.